# Hyposcada ida
Hyposcada ida är en fjärilsart som beskrevs av Richard Haensch 1903. Hyposcada ida ingår i släktet Hyposcada och familjen praktfjärilar. Inga underarter finns listade i Catalogue of Life.